# Jherson Córdoba
Jherson Enrique Córdoba Ospina (Apartadó, 9 febbraio 1988) è un ex calciatore colombiano, di ruolo centrocampista.

## Palmarès

### Club

#### Competizioni nazionali
- Copa Colombia: 1

Atlético Nacional: 2012
- Súper Liga: 1

Atlético Nacional: 2012